# 布魯蘇阿爾市

布魯蘇阿爾市（西班牙語：Municipio Bruzual），是委內瑞拉的一個市，位於該國西部亞拉奎州，首府設於奇瓦科阿，面積417平方公里，2011年人口69,732，人口密度每平方公里170人。
10°10′N 68°54′W / 10.167°N 68.900°W